# Fernandina Beach
Fernandina Beach es una ciudad ubicada en  en la isla de Amelia del condado de Nassau del estado de la Florida. En el Censo de 2010 tenía una población de 11.487 habitantes y una densidad poblacional de 374,65 personas por km².
La ciudad fue fundada en 1811 en época de La Florida española, siendo trasladada a su ubicación actual en 1855. 

## Geografía
Fernandina Beach se encuentra ubicada en las coordenadas 30°39′32″N 81°26′57″O / 30.65889, -81.44917. Según la Oficina del Censo de los Estados Unidos, Fernandina Beach tiene una superficie total de 30.66 km², de la cual 28.83 km² corresponden a tierra firme y (5.96%) 1.83 km² es agua.

## Historia
Desde la época precolombina fue habitada por los indígenas tumucua con el nombre de Napoyca. 

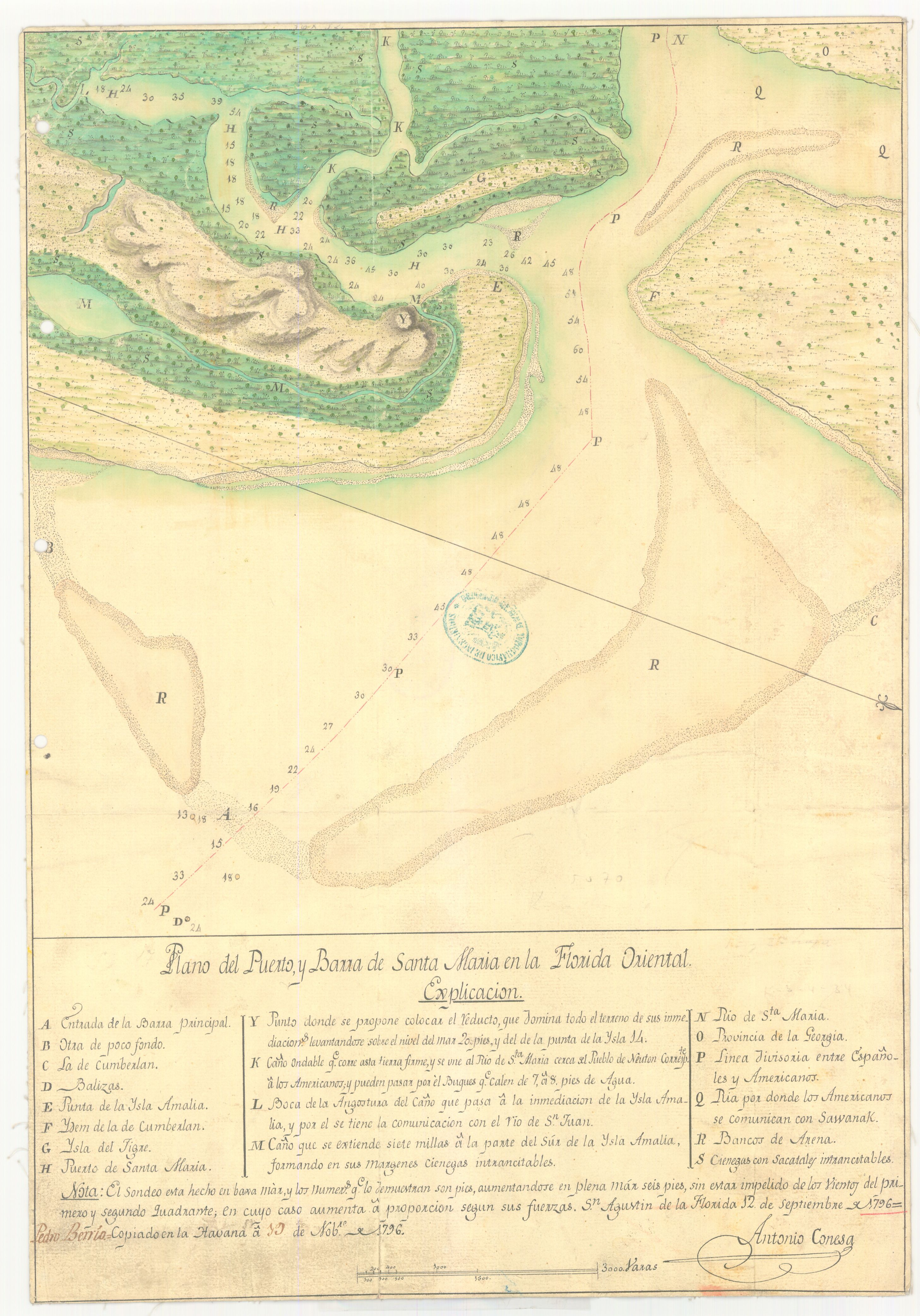
Plano del puerto y barra de la isla Santa María en la Florida Oriental. Autor: Pedro Conesa (1796)

El territorio de isla Amelia se integró dentro de la Florida española dentro del Virreinato de Nueva España a partir del siglo XVI, bajo la influencia de la capital San Agustín. Se estableció la misión Santa María de Sena (1573). Los asentamientos más cercanos era la misión franciscana San Pedro de Mocama (en la isla Cumberland, Georgia) y la misión San Juan del Puerto (en la isla Fort George, Florida). El nombre de la isla Amalie se debe a las incursiones inglesas del norte de La Florida por el inglés James Moore desde la provincia de Carolina que devastaron en 1702 las misiones de La Florida. Durante el periodo británico se establecieron algunos colonos dispersos. Recobrada la soberanía española, el sitio mantuvo una guarnición militar para la vigilancia costera. 
La fundación de Fernandina por el gobernador Enrique White (conocida actualmente como Sitio Histórico de la Ciudad de Fernandina u Old Town) tuvo lugar el 1 de enero de 1811, con el propósito de frenar los intentos anexionistas de EE. UU. hacia el sur.Su nombre se debe al rey Fernando VII. La ciudad y su puerto fueron finalmente sitiados en 1812 durante las guerras Semínolas por los mercenarios patriotas de Isla Amelia, siendo evacuados por España en 1813. Para asegurar la soberanía española se construyó el fuerte San Carlos (1816). Durante la inestabilidad política de las guerras de Independencia Hispanoamericanas, Fernandina fue el objetivo de tanto los EE.UU, como de la Tercera República de Venezuela y de insurgentes mejicanos, quienes financiaron las expediciones de traicioneros mercenarios como Gregor MacGregor o Louis-Michel Aury. Tras la Tratado de Adams-Onís de 1819 (ratificado en 1821), Florida (Oriental) fue reconocida como parte de Estados Unidos, quien la controlaba desde 1817.
El fuerte Clinch data de 1847 y el traslado de la población por David Levy Yulee a Fernandina Beach, siguiendo el trazado de la Florida Railroad Company, de 1855.Durante la guerra civil americana, en 1861 fue tomada sin resistencia por el Tercer Regimiento de Voluntarios de Florida. Sin embargo, fue ocupada definitivamente en marzo de 1862 por Samuel Dupont y los unionistas emplearon el fuerte Clinch hasta el final de la guerra.
En la actualidad el puerto de Fernandina es la principal fuente de riqueza de la población.

## Demografía
Según el censo de 2010, había 11.487 personas residiendo en Fernandina Beach. La densidad de población era de 374,65 hab./km². De los 11.487 habitantes, Fernandina Beach estaba compuesto por el 83.42% blancos, el 11.66% eran afroamericanos, el 0.44% eran amerindios, el 1.15% eran asiáticos, el 0.08% eran isleños del Pacífico, el 1.65% eran de otras razas y el 1.61% pertenecían a dos o más razas. Del total de la población el 5.31% eran hispanos o latinos de cualquier raza.